# Renaissance (Partei)
Renaissance [rənɛˈsɑ̃s] (Akronym RE deutsch „Wiedergeburt“, bis September 2022 La République En Marche !, deutsch „Die Republik in Bewegung“, kurz: En Marche ! bzw. LREM) ist eine liberale politische Partei in Frankreich. Sie wurde 2016 von Emmanuel Macron im Vorfeld seiner erfolgreichen Kandidatur für die französischen Präsidentschaftswahlen gegründet und wird von ihm als Bewegung bezeichnet; ihre Mitglieder können gleichzeitig in anderen republikanischen Parteien Mitglied sein.

## Positionierung
Die Partei bezieht liberale, europäisch-integrationistische Positionen. Im Programm für die Präsidentschaftswahl befinden sich politische Ideen, wie z. B. die Durchsetzung der Gleichstellung von Männern und Frauen in der Arbeitswelt, weitreichende Privatisierungen im öffentlichen Sektor, umfangreiche Steuersenkungs- und Sparmaßnahmen, die besondere Förderung von Schülern in sozialen Brennpunkten, die Liberalisierung des Arbeitsrechts und die Senkung der Beiträge zur Arbeitslosenversicherung. Macron selbst erklärte wiederholt, er wolle die Spaltung der politischen Landschaft Frankreichs in Rechts und Links überwinden, die er als überholt ansieht, und bezeichnet die ideologische Ausrichtung seiner Partei als „Progressivismus“.

## Name
Die Partei wurde als politische Bewegung unter dem Namen En Marche ! gegründet und hat so die gleichen Initialen wie der Parteigründer Emmanuel Macron. Anfang Mai 2017 folgte die Umbenennung in La République En Marche. Der Name des eigentlichen Vereins lautet Association pour le renouvellement de la vie politique ‚Verein für die Erneuerung des politischen Lebens‘.
Nach der Fusion mit Agir und Territoires de Progrès im September 2022 stimmten die Parteimitglieder der im Mai bekanntgegebenen Umbenennung in Renaissance zu. Die Abkürzung RE entspricht der der liberalen Fraktion im Europäischen Parlament (Renew Europe), welcher auch Renaissance angehört.

## Geschichte

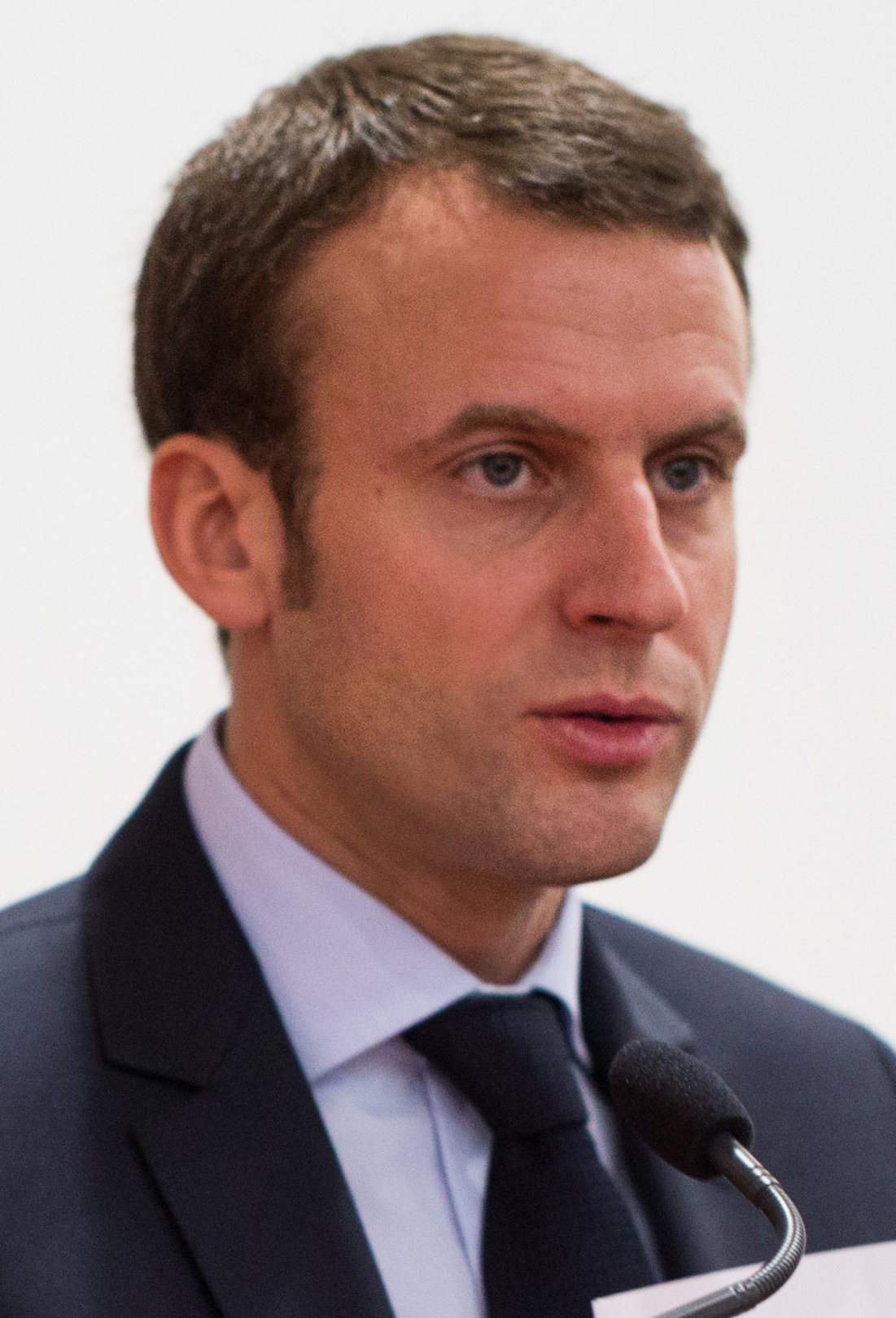
Parteigründer Emmanuel Macron (2015)

### Gründung
En Marche wurde am 6. April 2016 in Macrons Geburtsort und Heimatstadt Amiens in Nordfrankreich gegründet. Macron selbst bezeichnete En Marche bei der Gründung als eine progressive soziale Bewegung, die er begonnen hatte, um die seiner Ansicht nach „als steril empfundenen Spaltungen zwischen den Parteien“ zu überwinden.
Als erster Abgeordneter erklärte der Sozialist Richard Ferrand seinen Eintritt in die Partei und wurde im Oktober 2016 zum Generalsekretär ernannt. Ferrand hatte als parlamentarischer Berichterstatter der Regierungsreformen mit Macron während dessen Zeit als Wirtschaftsminister eng zusammengearbeitet. Unterstützung erhielt En Marche in der Anfangszeit von weiteren Politikern, darunter Florent Boudié, Nicole Bricq, Christophe Castaner, Gérard Collomb, Corinne Erhel († 2017), Jean-Paul Huchon und Pascal Terrasse von der Parti socialiste (PS), Joël Giraud und Jacques Krabal von der PRG, Renaud Dutreil von der ehemaligen UMP sowie Jean Arthuis von der Alliance centriste.

Altes Logo der Partei (2017)

Macron gab am 16. November 2016 seine Absicht bekannt, als unabhängiger Kandidat zur Präsidentschaftswahl 2017 anzutreten. In der Folgezeit unterstützten ihn weitere Politiker, insbesondere François Bayrou vom Mouvement démocrate, der seine eigene Kandidatur zurückzog, sowie François de Rugy von der Parti écologiste, der an der Vorwahl der Parti Socialiste teilgenommen hatte. Emmanuel Macron gewann den ersten Wahlgang vor Marine Le Pen; am 7. Mai wurde er in der Stichwahl zum Staatspräsidenten gewählt. Er gab daraufhin den Parteivorsitz ab und ernannte Catherine Barbaroux zur Interimsvorsitzenden.

### Erste Amtszeit Macrons (2017–2022)
Für die im Juni 2017 stattfindende Parlamentswahl stellte die Partei in den meisten Wahlkreisen eigene Kandidaten auf. Eine Berufungskommission unter Leitung des ehemaligen LR-Mitglieds Jean-Paul Delevoye war für die Auswahl der Kandidaten zuständig. Am 11. Mai 2017 wurden 428 der Kandidaten vorgestellt. Etwas mehr als die Hälfte der Kandidaten kam aus der Zivilgesellschaft ohne bisheriges politisches Amt. Außerdem war genau die Hälfte aller Kandidierenden weiblich. Im Wahlkreis Essonne I des ehemaligen Premierministers und Mitglieds der sozialistischen Partei, Manuel Valls, verzichtete die Partei auf die Aufstellung eines Gegenkandidaten. Valls hatte eine Kandidatur für En Marche angestrebt, was jedoch mit Hinweis auf die parteiinterne Beschränkung auf drei Amtszeiten abgelehnt worden war.
Im November 2017 verließen kurz vor dem ersten Parteitag 100 Mitglieder die Partei und begründeten dies mit Kritik an Macron.
Zur Europawahl 2019 stellte LREM gemeinsam mit MoDem und kleineren pro-europäischen Mitte-Parteien die Liste Renaissance unter Führung der bisherigen Europaministerin Nathalie Loiseau auf. Die Liste kam mit 22,4 Prozent der Stimmen auf den zweiten Platz hinter dem rechtspopulistischen Rassemblement National und bekam wie dieses 23 Sitze. Ihre Abgeordneten schlossen sich mit der bisherigen liberalen ALDE-Fraktion zur Fraktion Renew Europe zusammen.
Im Mai 2020 verließ eine Reihe von Abgeordneten die LREM-Fraktion in der Nationalversammlung. Während eine Gruppe vom eher konservativen Flügel (u. a. Valérie Petit) zusammen mit Abgeordneten der Partei Agir die Fraktion Agir ensemble („Gemeinsam handeln“) bildete, wechselten Vertreter der eher linken und ökologischen Richtung (u. a. Cédric Villani, Émilie Cariou) zur neuen Fraktion Écologie démocratie solidarité (EDS). Die Kommunalwahl 2020 brachte eine schwere Niederlage für LREM: Nur in einer einzigen Großstadt, in Le Havre, setzte sich der Kandidat der Präsidentenpartei durch. In mehreren großen Städten wie Lyon, Straßburg, Bordeaux und Tours verbanden sich die LREM-Listen für den zweiten Wahlgang mit denen der konservativen Républicains, dennoch unterlagen sie dort den Kandidaten der Grünen und Linken. Édouard Philippe, der zum Bürgermeister von Le Havre gewählt wurde, trat daraufhin als Premierminister zurück.
Bei den Regionalwahlen im Juni 2021 kamen die LREM-geführten Listen im landesweiten Durchschnitt mit 8,8 Prozent im ersten Wahlgang nur auf den vierten Platz. Damit stellt die Partei weiterhin in keiner der 13 Regionen des französischen Mutterlandes den Regionalpräsidenten. Dies wurde als Zeichen der mangelnden Verwurzelung in den Regionen der immer noch recht neuen sowie auf Staatspräsident Macron und damit auf die Zentralregierung ausgerichteten Partei gewertet. Lediglich in der Überseeregion Guadeloupe wurde Ary Chalus wiedergewählt, der zugleich der sozialliberalen Regionalpartei Guadeloupe unie, solidaire et responsable (GUSR) und LREM angehört.

### Zweite Amtszeit Macrons (seit 2022)
Bei den Wahlen zur Nationalversammlung 2022 wurde das von LREM angeführte Wahlbündnis Ensemble zwar erneut stärkste Kraft im neuen Parlament, verlor aber die absolute Mehrheit. Es war seit Ende der 1980er Jahre das erste Mal in Frankreich, dass die Regierungspartei in der Assemblée nicht über die absolute Mehrheit verfügte. Zu den LREM-Kandidaten, die ihre Wahlkreise nicht verteidigen konnten, gehörten mehrere Spitzenpolitiker der Partei, darunter der bisherige Parlamentspräsident Richard Ferrand, der bisherige LREM-Fraktionsvorsitzende Christophe Castaner sowie die Minister Brigitte Bourguignon und Amélie de Montchalin.

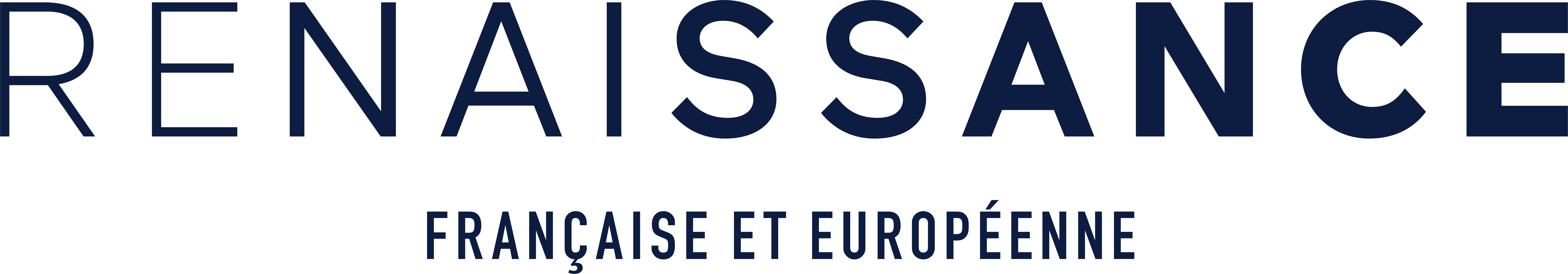
Alternatives Logo (Anfang 2023)

Im September 2022 fusionierte LREM mit den Kleinparteien Agir (eine Abspaltung der rechten Les Républicains, Selbstbezeichnung: konstruktive Rechte) sowie Territoires de Progrès (eine Abspaltung des Parti socialiste, Selbstbezeichnung: progressive Linke) und benannte sich gemeinsam in Renaissance um.

## Mitglieder
Renaissance zählt als Mitglieder alle Personen, die ihre persönlichen Daten (Geburtsdatum, Anschrift, Telefonnummer und E-Mail-Adresse) angegeben haben und der En-Marche-Charta zugestimmt haben. Im Unterschied zu anderen Parteien ist es nicht notwendig, einen Mitgliedsbeitrag zu zahlen. Es ist auch möglich, gleichzeitig Mitglied in anderen republikanischen Parteien zu bleiben. Für die 2017 gewählten Abgeordneten war dies jedoch nicht mehr möglich.
Im Januar 2017 zählte die Partei rund 136.000 Mitglieder und sammelte Spenden in Höhe von 4 Millionen Euro. Im Februar stieg die Anzahl auf 185.000 Mitglieder und bis April 2017 waren es rund 230.000 Mitglieder.

## Wahlergebnisse

### Präsidentschaftswahlen
| Jahr | Kandidat        | Erster Wahlgang   | Erster Wahlgang   | Zweiter Wahlgang  | Zweiter Wahlgang  | Anmerkungen |
| Jahr | Kandidat        | Stimmen (absolut) | Stimmen (relativ) | Stimmen (absolut) | Stimmen (relativ) | Anmerkungen |
| ---- | --------------- | ----------------- | ----------------- | ----------------- | ----------------- | ----------- |
| 2017 | Emmanuel Macron | 8.656.346         | 24,01 %           | 20.743.128        | 66,10 %           | Wahlsieger  |
| 2022 | Emmanuel Macron | 9.785.578         | 27,84 %           | 18.779.809        | 58,54 %           | Wahlsieger  |

### Parlamentswahlen
| Jahr | Erster Wahlgang   | Erster Wahlgang   | Erster Wahlgang | Zweiter Wahlgang  | Zweiter Wahlgang  | Zweiter Wahlgang | Sitze insgesamt                                | Sitze insgesamt | Anmerkungen |
| Jahr | Stimmen (absolut) | Stimmen (relativ) | Sitze           | Stimmen (absolut) | Stimmen (relativ) | Sitze            | absolut                                        | relativ         | Anmerkungen |
| ---- | ----------------- | ----------------- | --------------- | ----------------- | ----------------- | ---------------- | ---------------------------------------------- | --------------- | ----------- |
| 2017 | 6.390.856         | 28,21 %           | 2               | 7.826.432         | 43,06 %           | 306              | 308/577                                        | 53,38 %         |             |
| 2022 | 5.836.079         | 25,75 %           | 1               | 8.002.419         | 38,57 %           | 110              | 110/577Parteisitze 245/577Sitze des Bündnisses | 19,06 %         | [ 44 ]      |